# مايك أووسو (لاعب كرة قدم)
مايك أووسو (بالألمانية: Mike Owusu)‏ هو لاعب كرة قدم ألماني في مركز الهجوم، ولد في 20 مايو 1995 في برلين في ألمانيا. لعب مع Hertha BSC II ‏.

## وصلات خارجية
- مايك أووسو على موقع قاعدة بيانات كرة القدم.إي يو (الإنجليزية)
- مايك أووسو على موقع Soccerway.com (الإنجليزية)
- مايك أووسو على موقع عالم كرة القدم.نت (الإنجليزية)